# 장춘오헌
장춘오헌(長春塢軒)은 대한민국 전라남도 무안군 해제면 덕산리에 있다. 2020년 12월 21일 무안군의 향토문화유산 제20호로 지정되었다.

## 지정 사유
장춘오헌(長春塢軒)은 본 건물 당호로 안채에 해당한다. 장춘(長春)은 ‘어는 때나 늘 봄빛임’을 의미하고 오헌은 ‘튼튼한 집’을 의미하므로 전체적으로 ‘견실하고 좋은 일만 있는 집’을 뜻하고 있다. 1836년 현 위치에 지은 이후, 1914년 현재의 모습으로 완성되었다.
장춘오헌은 약 1,000여평의 넓은 대지 안쪽에 위치하고 있다. 현재 안채 전면에 약간의 거리를 두고 사랑채가 있으며, 헛간 1채도 있다, 과거에는 사당과 여러 채의 부속채가 있었으나 현재는 모두 헐리고 없다.
안채인 장춘오헌은 정면 8칸, 측면 2칸의 일자형 건물로, 지붕은 팔작지붕이며, 기와는 전통 한와가 올려있다. 건축구조는 대청의 규모 축소와 수장 공간(광) 확대, 그리고 창호의 디자인 등에서 근대 이후 한옥의 특징을 보이고 있다. 한편으로 건넌방 상부의 비밀 공간 확보, 2곳의 공루 설치 역시 본 가옥이 가지고 있는 고유한 특징이라 할 수 있다.